# Tadeusz Kwapień
Tadeusz Kwapień (* 25. Februar 1923 in Kościelisko; † 23. November 2012 in Zakopane) war ein polnischer Skilangläufer, der auch in der Nordischen Kombination und in der Leichtathletik aktiv war. Der dreimalige Olympiateilnehmer war polnischer Flaggenträger bei den Olympischen Winterspielen 1956 in Cortina d’Ampezzo.

## Werdegang
Kwapień wurde 1923 geboren und wuchs im Zakopaner Stadtteil Krzeptówki, wo sein Vater eine Bäckerei betrieb, auf. Nach dem Zweiten Weltkrieg begann Kwapień mit dem Mittelstreckenlauf, ehe er von Marian Woyna Orlewicz zum Skilanglauf gebracht wurde und dort schnell in die nationale Spitze vordrang. 1946 war er Mitgründer einer Niederlassung des Clubs „Wisła“ in Krzeptówki, der zu Beginn größtenteils von seinem Vater finanziert wurde. Im selben Jahr gewann er seinen ersten polnischen Meistertitel, als er gemeinsam mit Józef Sitarz, Stanisław Klocek und Marian Woyna Orlewicz vor SN PTT Zakopane und HKN Zakopane ins Ziel kam. Bei den polnischen Meisterschaften 1948 in Karpacz wurde er Vizemeister in der Nordischen Kombination. Kurz darauf reiste er zu den Olympischen Winterspielen 1948 in St. Moritz, wo er in der Nordischen Kombination den 25. Platz belegte. Auch im Skilanglauf reichte es mit Rang 47 über 18 km sowie als Zehnter mit der Staffel nur zu mittleren Platzierungen.
Als Teil der polnischen Delegation nahm Kwapień an den akademischen Weltwinterspielen 1949 in Špindlerův Mlýn teil. Dabei ging er als Sieger aus dem 18-km-Lauf hervor, musste sich jedoch sowohl im Staffellauf, als auch in der Nordischen Kombination mit der Silbermedaille zufriedengeben. Beim Czech-Marusarzówna-Memorial in Zakopane im März gelang ihm als Dritter hinter Józef Daniel Krzeptowski und Stefan Dziedzic der Sprung aufs Podest in der Gesamtwertung und stellte so seine Vielseitigkeit unter Beweis. In die Wertung flossen Ergebnisse aus dem Skispringen, Skilanglauf, Slalom und der Abfahrt mit ein. Darüber hinaus gewann er zum ersten Mal den Skilanglaufwettbewerb über die Kurzdistanz, welchen er zwischen 1949 und 1958 viermal gewinnen sollte. Über 30 km sowie mit der Staffel war er jeweils einmal erfolgreich. Ab 1950 war Kwapień direkt bei Club Wisła Kraków Sport aktiv. Seinen ersten von achtzehn polnischen Meistertiteln feierte er 1951 über 30 Kilometer. Mit weiteren starken Ergebnissen qualifizierte er sich erneut für die Olympischen Winterspiele, die 1952 in Oslo stattfanden. Kwapień kam dabei lediglich über die Kurzdistanz von 18 km zum Einsatz und belegte nach gutem Start mit einem Skibruch letztlich Rang 41.
Im Jahr 1953 ging Kwapień erneut bei den akademischen Weltwinterspielen auf dem Semmering an den Start. Nach eigenen Angaben ist das 18-km-Rennen als eines seiner Lieblingswettkämpfe in Erinnerung geblieben, obwohl er mit zwei Sekunden Rückstand auf Fjodor Terentjew nur Silber gewann. Mit der Staffel gewann er zudem Bronze. In den Jahren 1956 und 1957 galt Kwapień als bester Skilangläufer Mittel- und Osteuropas. Bereits im Januar 1956 lief er bei den internationalen Skiwettkämpfen in Le Brassus als Zweiter aufs Podest. Eine besondere Ehre wurde ihm bei den Olympischen Winterspielen 1956 in Cortina d’Ampezzo zuteil, als er als Fahnenträger bei der Eröffnungszeremonie fungierte. Mit dem sechzehnten Rang über 15 km, einem starken zwölften Platz über 30 km sowie als Neunter mit der Staffel absolvierte er seine besten Olympischen Spiele. Starke Leistungen zeigte er auch gegen hervorragende Konkurrenz bei der internationalen Wintersportwoche 1957 in Garmisch-Partenkirchen mit dem siebten Rang beim 15-km-Rennen sowie kurz darauf als Zweiter beim Kurrikala-Pokal. Seine erste und einzige Weltmeisterschafts-Teilnahme war bei den Nordischen Skiweltmeisterschaften 1958 in Lahti, wo er das 30-km-Rennen jedoch nicht beendete. Auch der 15-km-Langlauf lief nicht optimal, sodass es schließlich nur zu Rang 31 reichte. Mit der Staffel belegte er den neunten von zwölf Rängen. Nach einer langen Karriere wollte Kwapień seine Karriere eigentlich nach den Olympischen Winterspielen 1960 in Squaw Valley beenden, doch konnte er sich aufgrund einer schweren Grippe nicht für das Teilnehmerfeld qualifizieren.
Nach dem Ende seines sportlichen Werdegangs begann Kwapień ab 1960 als Trainer in den Zakopane-Clubs von TS Wisła und WKS Legia zu arbeiten. In den Jahren 1966 bis 1970 war er Trainer der Herren-Nationalmannschaft. Er wurde auf dem Neuen Friedhof in Zakopane beigesetzt.
Leichtathletik
Neben seiner Wintersport-Karriere war Kwapień auch in der Leichtathletik aktiv. Ursprünglich fing er sogar vor dem Skilanglauf mit dem Mittel- und Langstreckenlauf an. Bei polnischen Leichtathletikmeisterschaften gewann Kwapień neun Medaillen. Während er sich 1947 und 1948 noch mit Silber begnügen musste, gewann er 1949 über 1500 Meter seinen ersten Meistertitel. Ein Jahr später gewann er über 5000 Meter seine zweite Goldmedaille. Auch auf internationaler Ebene erzielte Kwapień gute Ergebnisse, wie der achte Platz über 1500 und Rang zehn über 5000 Meter bei der Universiade 1949 in Budapest unter Beweis stellen. Zugunsten seiner Skilanglauf-Karriere verzichtete er jedoch Anfang der 1950er Jahre auf weitere Einsätze. Seine persönlichen Bestzeiten waren 2:00,8 Minuten (1950) über 800 Meter, 4:05,0 Minuten (1950 in Krakau) über 1500 Meter sowie 15:43,8 Minuten (1949 in Gdańsk) über 5000 Meter.

## Teilnahmen an Olympischen Winterspielen
| Jahr und Ort           | Einzel NK | 15/18 km | 30 km | Staffel |
| ---------------------- | --------- | -------- | ----- | ------- |
| 1948 St. Moritz        | 25.       | 47.      | –     | 10.     |
| 1952 Oslo              | –         | 41.      | –     | –       |
| 1956 Cortina d’Ampezzo | –         | 16.      | 12.   | 09.     |

## Auszeichnungen
- Goldenes Verdienstkreuz der Republik Polen (1958)
- Silbermedaille des Innenministeriums (1986)
- Verdienter Meister des Sports
- Goldene Verdienstmedaille in Zakopane
- Ehrenmitglied des TS Wisła Zakopane (1966)